# Hussey (cráter marciano)
Hussey es un cráter de impacto de grandes proporciones del planeta Marte situado al noreste del cráter Clark y al noroeste de Brashear, a 53.8° sur y 126.7º oeste. El impacto causó un boquete de 99.0 kilómetros de diámetro. El nombre fue aprobado en 1973 por la Unión Astronómica Internacional, en honor al astrónomo estadounidense William Hussey (1862 - 1926).